# Phyllovates gracilicollis
Phyllovates gracilicollis är en bönsyrseart som beskrevs av Orofino, Ippolito och Atilio Lombardo 2006. Phyllovates gracilicollis ingår i släktet Phyllovates och familjen Mantidae. Inga underarter finns listade i Catalogue of Life.